# Hour Moment
Hour Moment – dwunasty minialbum południowokoreańskiej grupy BtoB, wydany 12 listopada 2018 roku przez Cube Entertainment. Płytę promował utwór „Beautiful Pain” (kor. 아름답고도 아프구나 Areumdapgodo apeuguna). Ukazał się w dwóch wersjach fizycznych: „Hour” oraz „Moment”. Sprzedał się w nakładzie 101 747 egzemplarzy w Korei Południowej (stan na grudzień 2018).

## Lista utworów
| CD | CD                                                                      | CD                                     | CD                                    | CD                       | CD      |
| Nr | Tytuł utworu                                                            | Tekst                                  | Kompozycja                            | Aranżacja                | Długość |
| -- | ----------------------------------------------------------------------- | -------------------------------------- | ------------------------------------- | ------------------------ | ------- |
| 1. | „Friend”                                                                | Ilhoon, IL, Minhyuk, Peniel            | Ilhoon, IL                            | IL, Ilhoon               | 3:39    |
| 2. | „Like it”                                                               | Ilhoon, Minhyuk, Peniel                | Ilhoon, VINCENZO, Any Masingga, Fuxxy | Any Masingga, VINCENZO   | 3:18    |
| 3. | „Nabi” (kor. 나비, ang. Butterfly)                                      | Ilhoon, Minhyuk, Peniel                | Ilhoon, Any Masingga, Fuxxy, VINCENZO | Any Masingga             | 3:06    |
| 4. | „Jebal” (kor. 제발, ang. Climax)                                        | Minhyuk, Peniel, Ilhoon                | Minhyuk, Yang Seung-wook, Kkan Nu     | Yang Seung-wook, Kkan Nu | 3:51    |
| 5. | „Areumdapgodo apeuguna” (kor. 아름답고도 아프구나, ang. Beautiful Pain) | Hyunsik, EDEN, Minhyuk, Peniel, Ilhoon | Hyunsik, EDEN                         | Hyunsik, EDEN            | 4:00    |
| 6. | „Areumdapgodo apeuguna” (kor. 아름답고도 아프구나) (Instr.)             |                                        | Hyunsik, EDEN                         | Hyunsik, EDEN            | 4:00    |

## Notowania
| Lista                   | Pozycja |
| ----------------------- | ------- |
| Gaon Weekly Album Chart | 1       |
| Gaon Yearly Album Chart | 46      |
| Five Music (Tajwan)     | 4       |